# Tragopa zebra
Tragopa zebra är en insektsart som beskrevs av Goding. Tragopa zebra ingår i släktet Tragopa och familjen hornstritar. Inga underarter finns listade i Catalogue of Life.